# Camineutis xanthocausta
Camineutis xanthocausta is een vlinder uit de familie roestmotten (Heliodinidae). De wetenschappelijke naam van deze soort is voor het eerst geldig gepubliceerd in 1929 door Meyrick.
De soort komt voor in tropisch Afrika.